# Knot

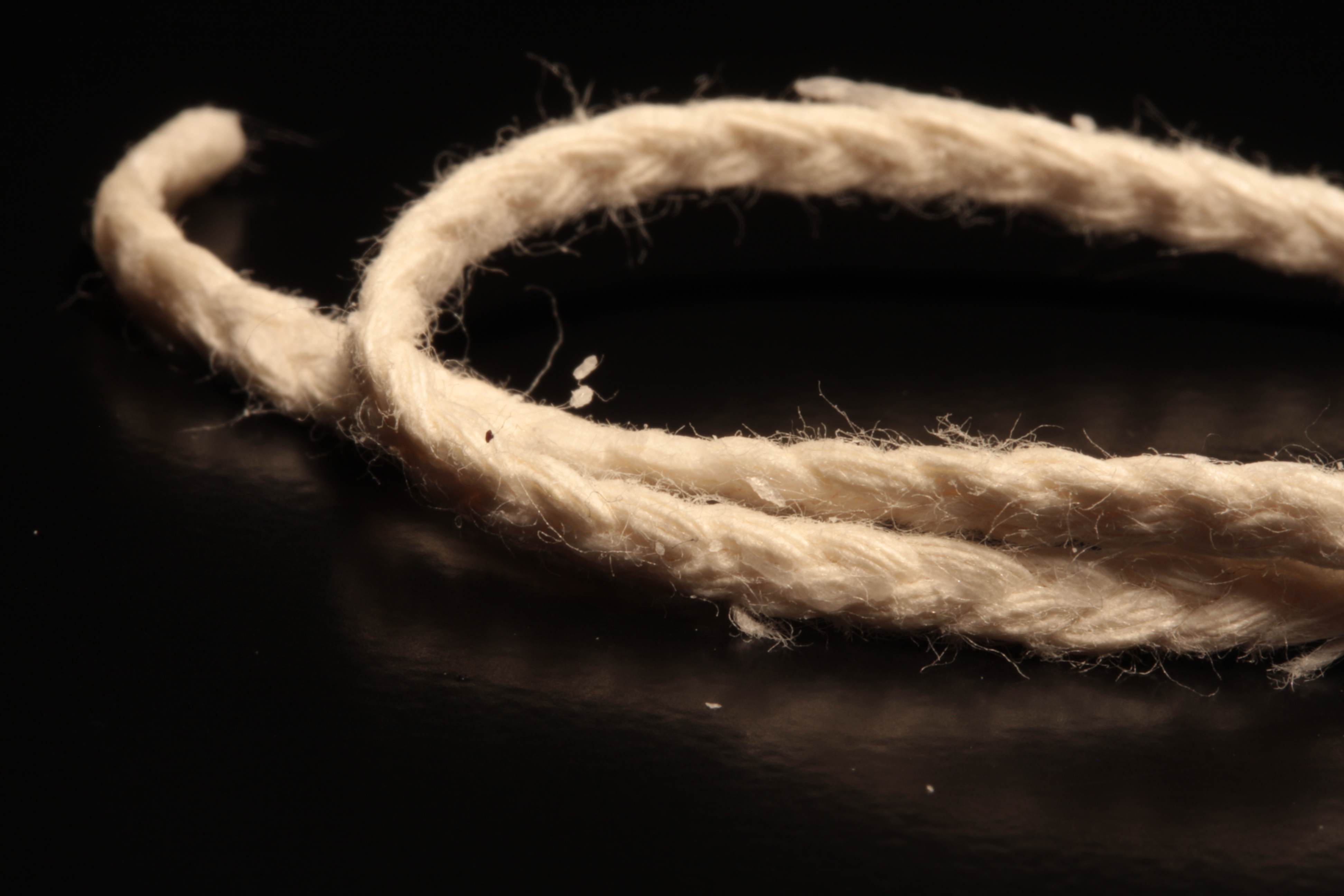
Knot splétaný z bavlněné příze

Knot je pruh tkaniny, pletence, nasákavé dřívko válcového, hranolovitého nebo plochého průřezu, který slouží k dopravě kapalin vzlínáním.
Používá se v osvětlovacích tělesech na tekutá paliva, pro dopravu mazacího oleje, může dopravovat vodu pro závlahy.
Při použití v osvětlovacích tělesech na tekutá paliva jde vlastně o zvláštní hořák, kde probíhá oxidace vzlínajícího paliva, která knot postupně spaluje společně s palivem. Dnes je knot konstruován tak, aby si samovolným odhoříváním držel ideální délku. Dříve, když se odhoříváním paliva odhalený konec knotu samovolně prodlužoval, se pro jeho pravidelné zkracování používaly speciální nůžky zvané kratiknot.

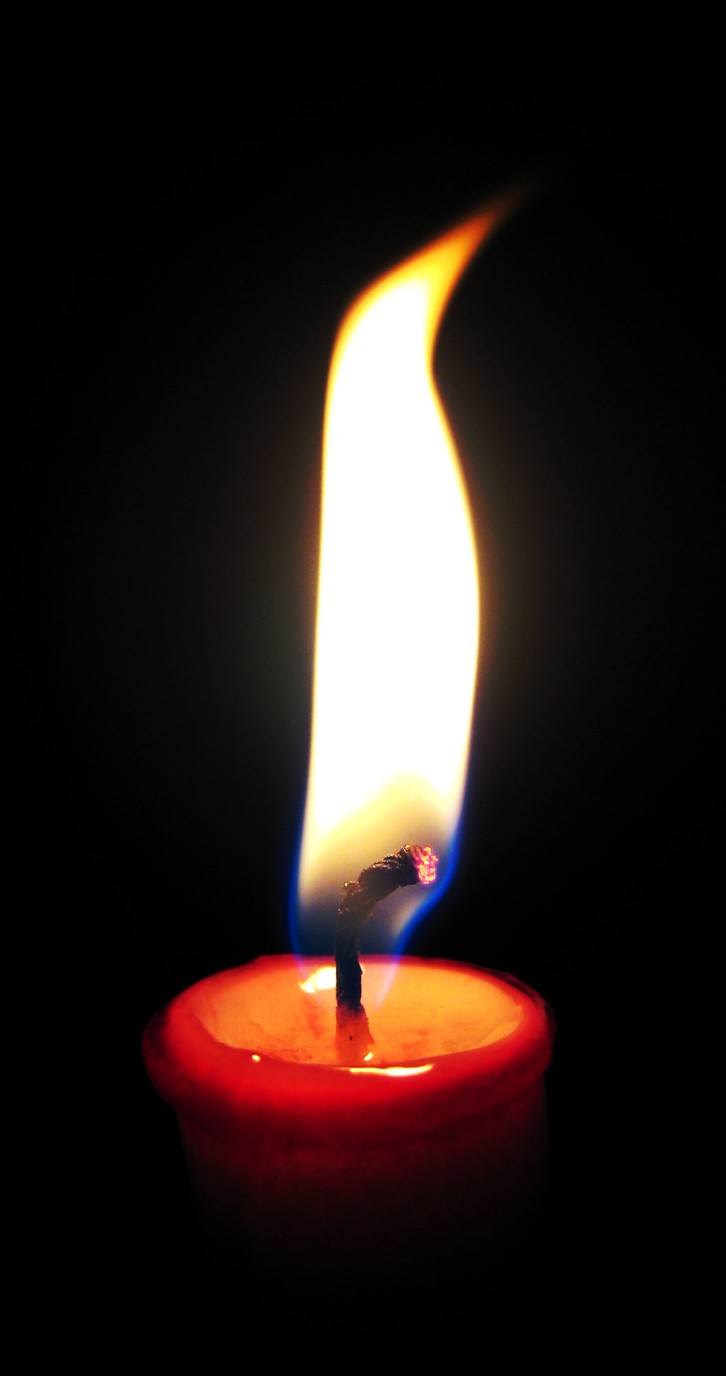
Hořící knot na svíčce

## Princip
Knot je založen na využití kapilárního jevu. Kapalina v knotu vzlíná sama do určité výšky. Pokud je tam nějakým způsobem odebrána, je nasávána další kapalina. Odebrána může být odparem, vyhořením, nasátím do jiného média (hlína v květináči), nebo odkápnutím v místě pod úrovní hladiny vstupující kapaliny (některé druhy knotového mazání). 

## Způsob výroby
Knoty se vyrábějí z bavlněné, vlněné nebo skleněné příze v šířkách
cca 2–50 mm. 

## Použití knotu
- Olejová lampa
- Petrolejová lampa
- Petrolejové kempové topidlo
- Svíčka
- Knotové mazání
- Samozavlažovací květináč
- Elektronická cigareta

## Zajímavosti
- Perpetuum mobile – zajímavým (ale chybným) návrhem použití knotu bylo perpetuum mobile, v němž by knot dopravoval vzhůru vodu, která by pak poháněla nějaký vodní stroj. Autor si ale neuvědomil, že síla potřebná k získání vody z knotu v horní části uvažovaného zařízení je stejná, jako je sací síla knotu.[zdroj?]